# Лыжные гонки на зимних Сурдлимпийских играх 2015
Соревнования по лыжным гонкам на зимних Сурдлимпийских играх 2015 в Ханты-Мансийске прошли с 29 марта по 4 апреля в «Центре зимних видов спорта им. А.В. Филипенко». Разыграно 8 комплектов наград.

## Медали

### Общий зачёт
(Жирным выделено самое большое количество медалей в своей категории)
| Общее количество медалей |         |        |         |        |       |
| Место                    | Страна  | Золото | Серебро | Бронза | Всего |
| 1                        | Россия  | 8      | 3       | 3      | 14    |
| 2                        | Украина | 0      | 5       | 3      | 8     |
| 3                        | Китай   | 0      | 0       | 2      | 2     |
| Всего                    | Всего   | 8      | 8       | 8      | 24    |

## Медалисты

### Мужчины
| Дисциплина                                          | Золото                                                      | Серебро                                                      | Бронза                                            |
| 10+10 км скиатлон см. подробнее                     | Владимир Майоров                                            | Андрий Андриишин                                             | Павел Мандзюк                                     |
| 15 км масс-старт см. подробнее                      | Владимир Майоров                                            | Андрий Андриишин                                             | Сергей Ермилов                                    |
| 3×10 км эстафета см. подробнее                      | Россия · Сергей Ермилов · Владимир Майоров · Алексей Грошев | Украина · Андрий Андриишин · Павел Мандзюк · Владимир Пышняк | Китай · ZHANG Xiaokun · WANG Liguo · REN Jianchao |
| Спринт — свободный стиль см. подробнее              | Алексей Грошев                                              | Павел Мандзюк                                                | Владимир Пышняк                                   |
| Командный спринт — классический стиль см. подробнее | Россия · Владимир Майоров · Сергей Ермилов                  | Украина · Владимир Пышняк · Андрий Андриишин                 | Китай · ZHANG Xiaokun · REN Jianchao              |

### Женщины
| Дисциплина                                       | Золото        | Серебро         | Бронза         |
| 5+5 км скиатлон см. подробнее                    | Анна Федулова | Любовь Мишарина | Раиса Головина |
| 10 км масс-старт — свободный стиль см. подробнее | Анна Федулова | Любовь Мишарина | Раиса Головина |
| Спринт — свободный стиль см. подробнее           | Анна Федулова | Любовь Мишарина | Алиса Пушняк   |